# La Socarrada
La Socarrada, o Puig de la Socarrada, és una muntanya de 1.863,9 m alt del límit dels termes comunals d'Estoer i Taurinyà, tots dos de la comarca del Conflent, a la Catalunya del Nord.
És a l'oest del terme d'Estoer i al sud-est del de Taurinyà. És just a llevant del Refugi de Balaig, al sud-est del Roc Mosquit i al nord dels Tres Avets i del Ras dels Cortalets.